# Franz Wanger
Franz Wanger (* 5. Januar 1880 in Zürich; † 28. November 1945 ebenda) war ein Schweizer Bildhauer und Medailleur. Seine bekanntesten Werke sind das Schweizerpsalm-Denkmal am Zürichhorn und der ehemalige Hirschenbrunnen auf dem Platzspitz, von dem heute nur noch die Hirschstatue steht, beide in seiner Heimatstadt Zürich. Er war vor allem in der Vorkriegszeit als Bildhauer aktiv.

## Leben
Franz Wanger wurde 1880 an der Fortunagasse neben dem Lindenhof in der Zürcher Altstadt geboren. Seine Familie stammte ursprünglich aus Aarau, und er erlangte erst 1927 das Zürcher Bürgerrecht. Wanger absolvierte das Gymnasium in Zürich und machte seine ersten bildhauerischen Erfahrungen in einer Werkstatt in Zollikon. Seine Ausbildung erhielt er an der Kunstgewerbeschule Zürich und der École des arts industriels in Genf, vor allem aber an der Kunstakademie in München, wo er angeblich die schönsten Jahre seines Lebens verbrachte und mit dem Jugendstil in Kontakt kam. Nach seinem Abschluss eröffnete er in den 1900er Jahren ein Atelier am Neumarkt. Später wechselte er an die Mühlebachstrasse im Mühlebach-Quartier.
Noch als Münchner Student nahm Wanger 1900 an einem Wettbewerb des Gewerbemuseums Zürich teil und erhielt für seinen Entwurf einer Brunnenmaske unter dem Motto «Blas» den zweiten Preis zugesprochen. 1901 stellte er im Künstlerhaus in Zürich die Studie eines «Münchner Hofbräuhaus-Stammgastes» aus. Anlässlich eines Autorennens in Zürich hatte er 1902 Gelegenheit, frühe Automobile zu begutachten. Er schuf daraufhin zwei kleine karikatureske Gipsplastiken, die im Juli in einem Schaufenster an der Bahnhofstrasse ausgestellt wurden. Die Neue Zürcher Zeitung war sehr angetan:

«[W]ie der vermummte Automobilist auf seinem Vehikel hockt – ‹sitzt› wäre ein viel zu blasser Begriff – die ganze Aufmerksamkeit nur auf die Lenkung des Fahrzeugs gerichtet, das ist hier überaus vergnüglich geschildert. Das einemal giebt Herr Wanger ein Automobil bloß mit einem Mann, das anderemal krümmt sich neben dem Wagenlenker noch der Heizer in naturwidrigster Haltung. Durch leichte Bemalung des Gipses hat der Plastiker recht glücklich den Eindruck der alles Farbige fast völlig neutralisierenden Staubhülle hervorgebracht.»

Im November 1902 stellte Wanger im Künstlerhaus die Studie eines «Sennen vom Rigi» in bemaltem Gips aus. Auch hier war die Neue Zürcher Zeitung voll des Lobes und urteilte, dass Wanger «frisch und lebendig zu charakterisieren» verstehe. Daraufhin nahm er am Wettbewerb für das Schlachtdenkmal in Morgarten teil, den aber Robert Rittmeyer gewann. Seine abgelehnten Entwürfe zeigte Wanger 1904 im Künstlerhaus, daneben auch ein Reliefporträt seines Vaters in Bronze, eine Plakette mit einem Kinderkopf und eine Gipsstatue mit Rabe und Frosch. 1905 zeigte er im Künstlerhaus humoristische «Schnauferlstudien vom Münchener Pflaster», d. h. einen «launigen, dicken ältern Herrn» und zwei weitere Porträtbüsten.

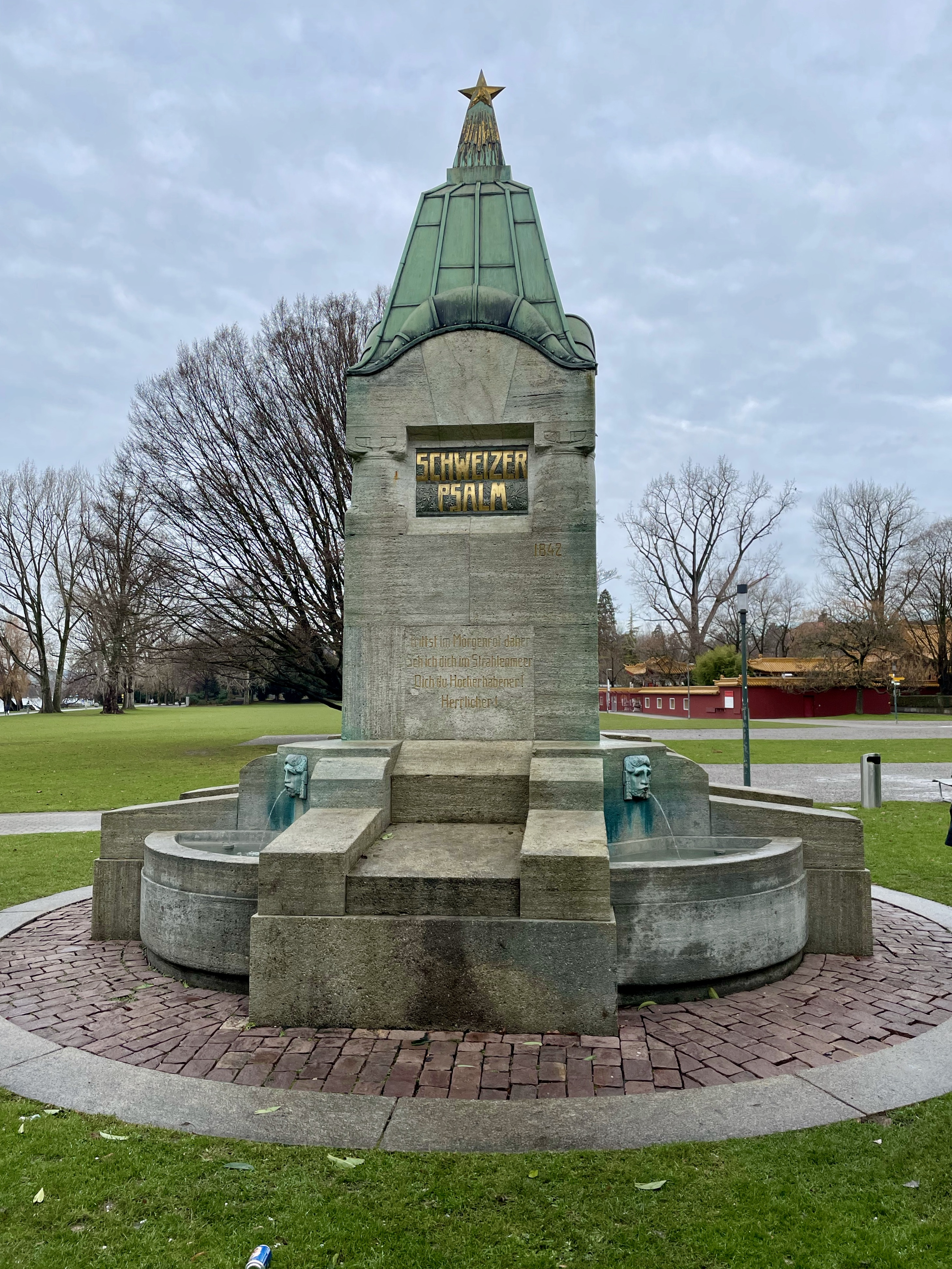
Wangers Schweizerpsalm-Denkmal am Zürichhorn

Den Höhepunkt seines Schaffens erreichte Wanger in den Jahren 1906 bis 1912. 1906 schuf er zwei Wandbrunnen in Zürich-Hottingen, die noch heute stehen. Ausserdem zeigte er an der Turnusausstellung des Schweizerischen Kunstvereins zwei Kinderporträts in Bronze. Am 29. Mai 1908 wurde Wangers bereits 1907 in Angriff genommener Entwurf «Weisses Kreuz im roten Feld» für das projektierte Schweizerpsalm-Denkmal am Zürichhorn einstimmig zum Sieger gekürt. Nach einigen Modifikationen wurde das Monument am 26. Juni 1910 trotz strömendem Regen feierlich eingeweiht. Im März 1909 gewann Wanger einen Wettbewerb zur Erstellung eines Brunnens am Sihlquai unterhalb der Zollbrücke. Nach dem Tod des Komponisten Gottfried Angerer am 19. August 1909 erstellte er dessen Totenmaske, die am 30. Dezember in der Tonhalle ausgestellt wurde. 1910 schuf er zwei Plastiken für den «Büeblibrunnen» in Zürich-Oberstrass: ein «an die Wand angelehntes, auf zwei Delphinen mit gespreizten Beinen stehendes nacktes, kräftig-munteres Bronzebüblein» als Wasserspender und eine bronzene Gans auf dem Dachfirst. Gustav Gull zeichnete für die architektonischen Pläne verantwortlich. Der Brunnen wurde im April 1911 eröffnet. Wangers letztes grosses öffentliches Werk war der Hirschenbrunnen auf dem Platzspitz, den er 1912 projektierte und formte. Im Frühjahr 1913 wurde der Brunnen ohne jegliche Festlichkeit der Öffentlichkeit übergeben.
Danach sank Wangers Stern als Bildhauer. Er stellte zwar noch eine Weile weiterhin im Kunsthaus aus, schuf zahlreiche Grabmäler, insbesondere auf dem Friedhof Sihlfeld, und Arbeiten als Medailleur, erhielt aber keine Aufträge mehr für öffentliche Bauten. Während des Ersten Weltkriegs fertigte er 1915 eine Medaille zur Erinnerung an den Kriegsbetrieb der schweizerischen Eisenbahnen und sechs plastische Militärpostkarten. 1918 gab er eine Ostern-Plakette heraus.
1912 war Wanger an der Renovation des Fraumünsters, 1918 am Neubau der ETH Zürich und 1922 an der Errichtung des Kirchgemeindehauses St. Peter beteiligt. 1921–1939 war er Präsident des Rennwegquartiervereins. Ausserdem war er Mitglied der Stadtzunft und gestaltete jahrelang das Sechseläuten mit. 1941 erstellte er ein Replikat des Grabdenkmals von Johann Caspar Lavater in der St.-Peter-Kirche. Am 28. November 1945 starb Wanger mit 65 Jahren unerwartet an einem Herzinfarkt. Die Trauerfeier fand am 1. Dezember im St. Peter statt.
Zu Wangers 100. Geburtstag veranstaltete der Quartierverein Leimbach 1980 eine Gedenkausstellung und veröffentlichte in diesem Zusammenhang auch erstmals einen Werkkatalog.
Franz Wanger war mit Annie Wanger verheiratet. Sein Sohn Armin Wanger (1920–2010) war ebenfalls Bildhauer. Zu seinen Schülern zählte Otto Charles Bänninger.

## Werke (Auswahl)

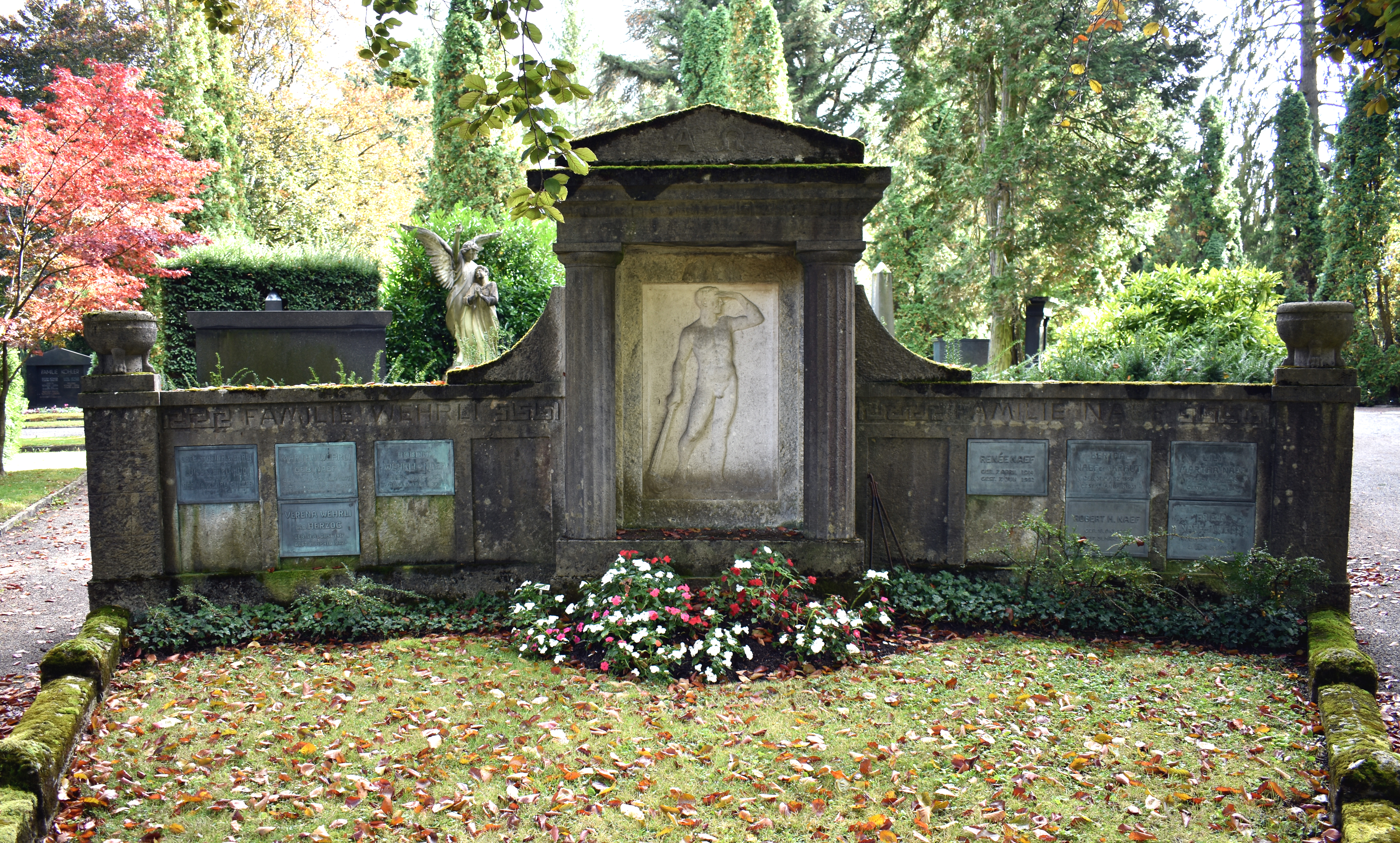
Grabmal der Familie Wehrli-Naef

- Wandbrunnen, Zürichbergstrasse 24, Hottingen, 1906
- Wandbrunnen mit wasserspeiendem Löwenkopf, Treppe zum Schulhaus Ilgen, Hottingen, ca. 1906/1907
- Schweizerpsalm-Denkmal, Zürichhorn, 1907 (platziert 1910)
- «Büeblibrunnen», Weinbergstrasse 68/70, Oberstrass, 1910
- Hirschenbrunnen (heute nur noch die Hirschstatue), Platzspitz, 1912
- Grabmal der Familie Wehrli-Naef, Friedhof Sihlfeld